# راي دانتون
راي دانتون (بالإنجليزية: Ray Danton)‏ مواليد 19 سبتمبر 1931 في نيويورك، نيويورك، الولايات المتحدة - الوفاة 11 فبراير 1992 في لوس أنجلوس، هو ممثل ومخرج ومنتج أمريكي بدأ مسيرته الفنية سنة 1942. امتدت مسيرته الفنية لأكثر من 50 عاما.

## الأعمال
- سأبكي غدا
- هناك شخص ما يعجب بي
- أطول الأيام
- تقرير تشابمان

## روابط خارجية
- راي دانتون على موقع IMDb (الإنجليزية)
- راي دانتون على موقع ألو سيني (الفرنسية)
- راي دانتون على موقع ميوزك برينز (الإنجليزية)
- راي دانتون على موقع تيرنر كلاسيك موفيز (الإنجليزية)
- راي دانتون على موقع أول موفي (الإنجليزية)
- راي دانتون على موقع قاعدة بيانات الأفلام السويدية (السويدية)
- راي دانتون على موقع إن إن دي بي (الإنجليزية)
- راي دانتون على موقع قاعدة بيانات الفيلم (الإنجليزية)
- راي دانتون على موقع كينوبويسك (الروسية)